# Phinehas (glasbena skupina)
Phinehas je ameriška metalcore skupina iz Los Angelesa, Kalifornija. Ustanovljena je bila leta 2001. Izdali so štiri studijske albume in tri EP-je. Trenutno imajo podpisano pogodbo z založbo Solid State Records.

## Zgodovina
Phinehas je bila ustanovljena leta 2001 v mestu La Mirada blizu Los Angelesa. Skupina je zamenjala nekaj članov, dokler se ni ustalila pri zasedbi, v kateri so nastopali Sean McCulloch (vokal), Jason Combs (kitara), Ryan Estrada (bas kitara) in Lee Humerian (bobni). 15. decembra 2009 so posneli in v samozaložbi izdali istoimenski EP. Po izidu so se odpravili na desetdnevno turnejo,  nato pa se posvetili izdelavi prvenca  Thegodmachine. Po zaključeni produkciji so navezali stike z več založbami in leta 2011 podpisali pogodbo z Red Cord Records. Thegodmachine je izšel 30. septembra 2011 in prejel zelo pohvalne ocene glasbenih kritikov. Posebno so poudarili  "neusmiljeno moč metalcora" in thrash metal kitarske vložke. Skupina je album intenzivno promovirala na vrsti koncertov, tudi na festivalu Cornerstone 2011, skupaj s skupinami P.O.D, For Today, Close Your Eyes, Living Sacrifice in drugimi. V začetku leta 2013 je izšel EP The Bridge Between s  posodobljenimi različicami pesmi prvega EP-ja in akustičnimi verzijami pesmi albuma Thegodmachine.
Kmalu po izdaji The Bridge Between so Phinehas začeli pripravljati drugi studijski album. 17. maja je izšel prvi singl novega albuma, "Fleshkiller", naznanili pa so tudi naslov albuma; The Last Word Is Yours to Speak.
Album so izdali 23. julija 2013, založila pa ga je Red Cord Records. Izkazal se je za uspešnico, saj se je kot prvi njihov izdelek uvrstil na lestvico Billboard Music Charts, in sicer v razdelka Top Heatseekers  in Christian Albums. Pri albumu je vokalno sodeloval bivši pevec skupine Haste the Day Brennan Chaulk, pa tudi celoten album preveva drugačen zvok, saj je vokal pevca Phinehas Sean McCulloch postal čistejši in manj agresiven. Sliši se močne vplive southern metala, podobno kot prvi prvem EP-ju.
Phinehas so novi album kmalu nato začeli promovirati na turnejah. Kot podporna skupina so nastopali na turneji March Make a Mess Tour! skupine Close to Home, ki se je med drugimi ustavila na festivalih South by Southwest in South by So What?!. Kitarist Jason Combs je leta 2014 zapustil skupino, zamenjal pa ga je kitarist skupine Becoming the Archetype, Daniel Gailey.
Ob koncu leta 2014 je skupina oznanila, da bo začela delati svoj tretji studijski album po zaključku turneje The Last Word Is Yours to Speak. 17. februarja 2015 so objavili, da so zamenjali založbo –  podpisali so pogodbo z Artery Recordings, potem ko se je Red Cord Records iz finančnih razlogov združila z založbo Victory Records. Za novi album je bilo rečeno, da bo izšel 10. julija 2015 z naslovom Till the End. Prvi singl z albuma, "Dead Choir", so izdali 4. maja. Videospot za pesem "Tetelestai" pa je bil izdan 9. junija. 13. julija 2015 je izšel še videospot za tretji singl, "White Livered".
16. decembra 2016 je Phinehas izdala EP z naslovom Fight Through the Night, pri katerem je kot vokalist sodeloval Garrett Russell, pevec skupine Silent Planet. 10. januarja 2017 je bobnar Lee Humerian naznanil svoj odhod iz skupine, svoj zadnji nastop je odigral 21. januarja. 13. septembra so Phinehas prešli pod okrilje založbe Solid State Records. 22. septembra 2017 so objavili informacijo, da bodo izdali nov album z naslovom Dark Flag, in objavili prvi singl. Album je izšel 17. novembra 2017. Po podatkih članov skupine je bobne odigral bivši bobnar Lee Humerian.
18. aprila 2018 so oznanili, da bo njihov bobnar v živo z zadnje turneje, Isaiah Perez (ex-Righteous Vendetta, ex-Spoken), postal stalni bobnar skupine.

## Slog
Phinehas so opredelili primarno za metalcore skupino, in sicer kot mešanico hardcore punka in extreme metala. V glasbo so vpletli tudi elemente krščanskega in Southern rocka, še posebno pa je na stil vplival thrash metal.

## Zasedba
| Sedanji člani - Sean McCulloch – glavni vokal (2007–danes), bobni (2017–2018) - Bryce Kelly – bas kitara (2012–danes) - Daniel Gailey – glavna kitara (2014–danes) - Isaiah Perez – bobni (2018–danes; 2017 kot član na turneji) Člani v živo - Chris Deets – drums (2013, 2014) Nekdanji člani - Lee Humarian – bobni, stranski vokal (2008–2017) - Glenn Gizzi – glavna kitara (2001–2010) - Scotty Whelan – ritnična kitara, backing vocals (2006–2011) - Ryan Estrada – bas kitara (2006–2012) - Jason Combs – glavna kitara (2010–2014) - Dustin Saunders – ritmična kitara (2011–2012) - Michael Angelo Ruffino – ritmična kitara (2001–2007) - Matt Yriarte – vokal (2003–2007) - Phil Killpatrick – kitara (2001–2005) - Michael Kevin Killpatrick – bobni, kitara (2001–2007) |

 Časovnica 

## Diskografija
Studijski albumi
| Letp | Naslov                          | Založba             | Lestvice | Lestvice  | Lestvice | Lestvice  | Lestvice | Lestvice    |
| Letp | Naslov                          | Založba             | US Heat  | Christian | US Indie | Hard Rock | Rock     | Album Sales |
| ---- | ------------------------------- | ------------------- | -------- | --------- | -------- | --------- | -------- | ----------- |
| 2011 | Thegodmachine                   | Red Cord            | —        | —         | —        | —         | —        | —           |
| 2013 | The Last Word Is Yours to Speak | Red Cord            | 34       | 41        | —        | —         | —        | —           |
| 2015 | Till the End                    | Artery Recordings   | —        | 2         | 12       | 5         | 21       | 89          |
| 2017 | Dark Flag                       | Solid State Records | —        | 11        | 18       | 20        | —        | —           |

EP-ji
| Leto | Naslov                  | Založba          |
| ---- | ----------------------- | ---------------- |
| 2009 | Phinehas                | Self-released    |
| 2013 | The Bridge Between      | Red Cord Records |
| 2016 | Fight Through the Night | Self-released    |

Singli
| Leto | Naslov                     | Album                           |
| ---- | -------------------------- | ------------------------------- |
| 2011 | "I Am the Lion"            | thegodmachine                   |
| 2012 | "Crowns                    | thegodmachine                   |
| 2012 | "My Horses are Many"       | thegodmachine                   |
| 2013 | "Fleshkiller"              | The Last Word Is Yours to Speak |
| 2013 | "O Come O Come Emmanuel"   | Non-album single                |
| 2014 | "Blood On My Knuckles"     | The Last Word Is Yours to Speak |
| 2015 | "Dead Choir"               | Till the End                    |
| 2015 | "Tetelestai"               | Till the End                    |
| 2015 | "White Livered"            | Till the End                    |
| 2017 | "Dark Flag"                | Dark Flag                       |
| 2017 | "Know Death; Know Forever" | Dark Flag                       |
| 2017 | "Hell Below"               | Dark Flag                       |

Videospoti
| Leto | Naslov                                                          | Režiser        |
| ---- | --------------------------------------------------------------- | -------------- |
| 2008 | "Well If the Earths are Stopped, Then the Fox Faces the Hounds" | Ricky Norris   |
| 2011 | "I Am the Lion"                                                 | Josiah Bultima |
| 2012 | "Crowns"                                                        | John Mediana   |
| 2012 | "My Horses are Many"                                            | Phinehas       |
| 2013 | "Fleshkiller"                                                   | Ricky Norris   |
| 2014 | "Blood On My Knuckles"                                          | Ricky Norris   |
| 2015 | "Tetelestai"                                                    | Ricky Norris   |
| 2015 | "White Livered"                                                 | Shan Dan       |
| 2017 | "Hell Below"                                                    | Phinehas       |
| 2017 | "Burning Bright"                                                | Phinehas       |